# Andrzej Czystowski

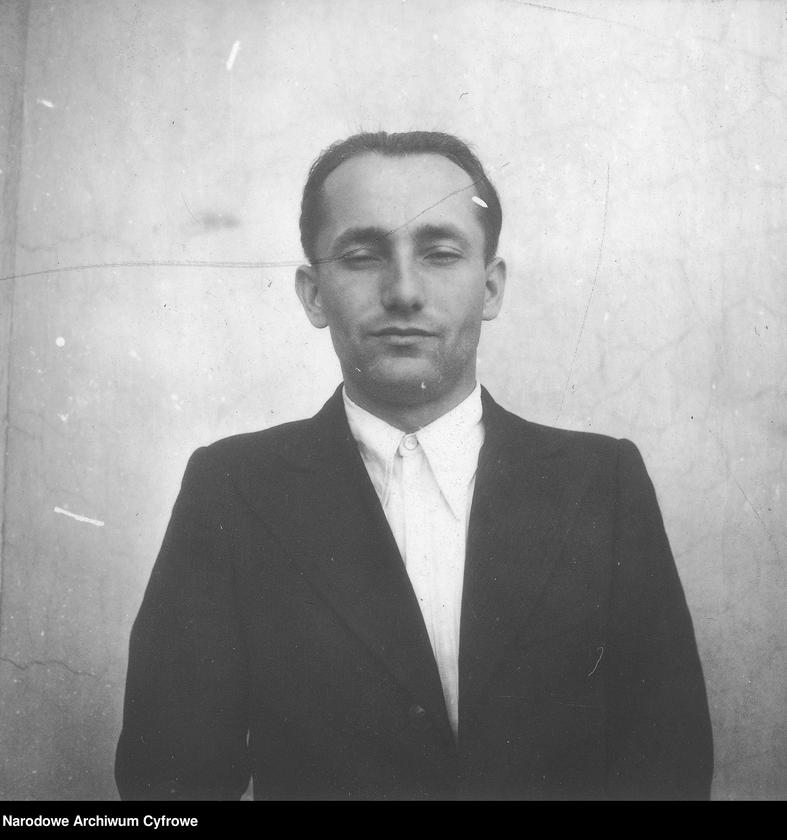
Andrzej Czystowski

Andrzej Czystowski właśc. Mieczysław Andrzej Czystowski ps. Mały, Andrzej, Czarny (ur. 29 listopada 1922 w Makowie Mazowieckim, zm. 29 marca 1988 w Warszawie) – działacz PPS, członek Organizacji Wojskowej Powstańczego Pogotowia Socjalistów, uczestnik powstania warszawskiego, więzień w latach 1952–1956 z 15-letnim wyrokiem za członkostwo i pracę w organizacji Wolność, Równość, Niepodległość „Start”, dziennikarz.

## Życiorys
Syn Jana i Jadwigi z domu Targosz. Jego ojciec był inżynierem, naczelnikiem Wydziału Szkół Powszechnych Kuratorium w Wilnie (1934-1936) i Równem (1936-1939). Jego matka zginęła w 1945 jako ofiara obozu w Ravensbrück.
Od 1940 działał w konspiracji w PPS-WRN, od grudnia 1940 przez rok czasu był dowódcą kompanii młodzieżowej w ramach Gwardii Ludowej WRN. Od 1942 znajdował się w zespole Andrzeja Nowickiego, odpowiedzialnym za szkolenie polityczne w kompanii. Od 1943 był również redaktorem miesięcznika Kół Samokształceniowych Młodzieży Socjalistycznej „Światło”, które od stycznia do maja 1944 w połączeniu z pismem „Płomienie”, utworzyło miesięcznik „Młodzież Socjalistyczna”. Od maja 1944 kierował komórką informacyjną swojej kompanii. 
Od końca 1943 działał równocześnie w Ekspozyturze Urzędu Śledczego Państwowego Korpusu Bezpieczeństwa (kryptonim „Start”). Kierował sekretariatem „Startu”, odpowiadał za lokale konspiracyjne i sieć łączności. Ukończył kurs oficerski służby śledczej. W trakcie powstania warszawskiego walczył w szeregach plutonu 219 IV Batalion OW PPS, który wszedł do Zgrupowania „Żyrafa”. 1 sierpnia zginął jego brat kpr pchor. Jan Czystowski „Stary II”, walczący w szeregach plutonu 220 batalionu OW PPS. Po kapitulacji powstania trafił do niewoli, przebywał w Stalagu XI A Altengrabow. Po wyzwoleniu obozu wstąpił do Polskich Sił Zbrojnych. We wrześniu 1945 rozpoczął studia medyczne na Katolickim Uniwersytecie w Lowanium, rok później przeniósł się na Uniwersytet w Lille. Działał w emigracyjnych strukturach PPS w Belgii i Francji, należał też do Francuskiej Sekcji Międzynarodówki Robotniczej. W 1946 poznał podczas spotkań zmierzających do odbudowy Socjalistycznej Młodzieżówki Młodzieży Helmuta Schmidta, z którym się zaprzyjaźnił. W lutym 1948 powrócił do Polski, pracował początkowo jako tłumacz w piśmie "Świat i Polska", wstąpił do PPS i od maja do lipca 1948 był sekretarzem redakcji pisma "Płomienie". Po jego likwidacji pracował jako dziennikarz „Robotnika” i „Trybuny Ludu”. Z PPS został jednak usunięty przed Kongresem Zjednoczeniowym PPR i PPS.
5 lutego 1949 został aresztowany, następnie oskarżony w procesie tzw. „Startu” i skazany 21 grudnia 1951 wyrokiem Sądu Wojewódzkiego na 15 lat pozbawienia wolności (pozostałych trzech oskarżonych, Zygmunt Ojrzyński, Witold Pajor, Stanisław Nienałtowski zostało skazanych na kary śmierci, które Pajorowi i Nienałtowskiemu zamieniono na 15 lat więzienia). Został zwolniony z więzienia 14 maja 1956, zaś w marcu 1957 zrehabilitowany. Został także członkiem PZPR. Na początku 1957 został zatrudniony w „Sztandarze Młodych” jako zastępca kierownika działu technicznego. W 1958 został zwerbowany przez wywiad PRL, po tym jak otrzymał korespondencję od znajomego mieszkającego w Niemczech Zachodnich. Od 1963 uczestniczył w inwigilacji nowo utworzonej Misji Handlowej RFN w Warszawie. W 1975 Helmut Schmidt, będący wówczas kanclerzem Niemiec, wykorzystał jego pośrednictwo, aby przekazać prywatny list Edwardowi Gierkowi. To zdarzenie stało się impulsem do wysłania A. Czystowskiego przez wywiad PRL do Niemiec, tak, aby wykorzystać jego znajomości w tamtejszych sferach politycznych. W lutym 1977 został zatrudniony w Polskiej Agencji „Interpress”, w październiku tegoż roku wysłano go jako korespondenta do Kolonii. Tam podtrzymywał przyjaźń z Helmutem Schmidtem, był jego pośrednikiem przy dalszych kontaktach z E. Gierkiem. W styczniu 1979 powrócił jednak do Polski. W kwietniu 1981 odwiedził Niemcy i kanclerza Schmidta. Ten zaproponował za jego pośrednictwem władzom PRL nawiązanie nieformalnych kontaktów na wysokim szczeblu. Oferta ta nie została jednak przyjęta. Ostatni raz jako pośrednik H. Schmidta (tym razem z w kontakcie z odsuniętym już od władzy E. Gierkiem) wystąpił w 1983. Swoją współpracę z wywiadem PRL zakończył w 1984 (formalnie w 1986).
Opublikował prace historyczne Antyfaszystowskie przygotowania wojenne socjalistów europejskich 1933-1939 ("Dzieje Najnowsze" nr 1/1985) i przyjętą bardzo krytycznie w historiografii Wolność, Równość, Niepodległość (22 X 1939-11 II 1945) ("Z pola walki", nr 3/1988). Był autorem haseł w Słowniku biograficznym działaczy polskiego ruchu robotniczego.